# Lālsot
Lālsot är en ort i Indien.   Den ligger i distriktet Dausa och delstaten Rajasthan, i den centrala delen av landet, 250 km söder om huvudstaden New Delhi. Lālsot ligger 308 meter över havet och antalet invånare är 31 480.
Terrängen runt Lālsot är platt åt sydväst, men åt nordost är den kuperad. Terrängen runt Lālsot sluttar söderut. Runt Lālsot är det tätbefolkat, med 383 invånare per kvadratkilometer. Det finns inga andra samhällen i närheten. Trakten runt Lālsot består till största delen av jordbruksmark.